# Norbert Erdős
Norbert Erdős (ur. 25 października 1972 w Orosházie) – węgierski polityk, nauczyciel i samorządowiec, działacz Fideszu, deputowany krajowy, poseł do Parlamentu Europejskiego VIII kadencji.

## Życiorys
Absolwent wydziału humanistycznego Uniwersytetu w Miszkolcu. Od 1996 do 2002 pracował jako nauczyciel, w latach 2001–2002 był również urzędnikiem w kancelarii premiera. W 1993 został członkiem Fideszu, współtworzył Fidelitas, organizację młodzieżową tej partii.
Był radnym miasta Mezőberény (1998–2001), a także radnym (2002–2006) i wiceburmistrzem (2006–2010) miasta Békés. W wyborach w 2002 uzyskał mandat posła do Zgromadzenia Narodowego z okręgu wyborczego Békés. Z powodzeniem ubiegał się o reelekcje w 2006 i w 2010. W wyniku wyborów europejskich w 2014 został eurodeputowanym VIII kadencji PE. W PE zasiadał do 2019, w wyborach w 2022 kolejny raz wybrany do Zgromadzenia Narodowego.